# Pałac w Budzowie
Pałac w Budzowie – zabytkowy pałac wybudowany w latach 1687–1702 w Budzowie.

## Położenie
Pałac położony jest w Budzowie – wsi w Polsce, w województwie dolnośląskim, w powiecie ząbkowickim, w gminie Stoszowice.

## Historia
Dwukondygnacyjny obiekt, wzniesiony w 1. poł XVIII, jest częścią zespołu pałacowego, w skład którego wchodzi jeszcze park.